# 阿布歇隆经济区
阿布歇隆经济区，阿塞拜疆共和国曾经的经济区，是阿塞拜疆2021年经济区重新规划前的10个经济区之一。该经济区包含首都巴库市、阿布歇隆区、基兹区和苏姆盖特市，面积为5,420 km²。

## 历史
1991年，阿塞拜疆独立后，将全国划分为10个经济区，阿布歇隆经济区是其中之一，包括巴库市、阿布歇隆区、基兹区和苏姆盖特市，位于阿塞拜疆东部、里海之滨的阿布歇隆半岛地区，具有非常有利的经济地理位置。
2021年，阿塞拜疆将其经济区重新规划，阿布歇隆经济区被拆分为巴库经济区和阿布歇隆-基兹经济区。

## 面积与人口
该经济区的区域面积为5420平方公里，占阿塞拜疆国土总面积的6.3%。2012年，该经济区共有人口265.14万人，占全国人口的28.7%，人口密度为2489.2人/平方公里。

## 工业
拥有相当储量的石油、天然气、石灰石、水泥、石英和建筑用砂等矿产资源，且浴疗资源、太阳能和风能资源也很丰富。境内有多座泥火山。是阿塞拜疆的一个工业区，主导产业包括石油和天然气开采、石油化工和化学工业，黑色和有色金属冶金也是该区的重要产业，其他如包括油田设备、电气工程、船舶修理的机械工程领域，轻工业和食品工业，建筑工程及建筑材料生产，运输和服务业等也都有较好的发展。
该经济区拥有强大的燃料能源基础，阿塞拜疆石油和天然气开采，以及发电量的很大一部分都来自该区，而且新油气田的开发也进一步提升了该区的战略重要性。

## 农业
该经济区的地形以丘陵、丘陵平原和低山为主，属亚热带干旱气候。农业主要包括畜禽养殖和果蔬种植，养殖的畜禽主要有奶牛、肉牛、羊、家禽等，而当地气候条件适宜种植无花果、白葡萄和黑葡萄、西瓜等水果，杏仁、开心果等亚热带干果，以及橄榄、藏红花、葫芦等作物，同时花卉栽培也有发展。

## 基础设施
阿布歇隆经济区域拥有发达的基础设施。阿塞拜疆的主要铁路、公路、水路和航空路线均穿过该地区。